# Geschiedenis van Zug (kanton)
Dit artikel gaat over de geschiedenis van het kanton Zug in Zwitserland. Voor meer informatie over de gelijknamige stad, zie: Zug.

## Van de vroegste geschiedenis tot de Reformatie

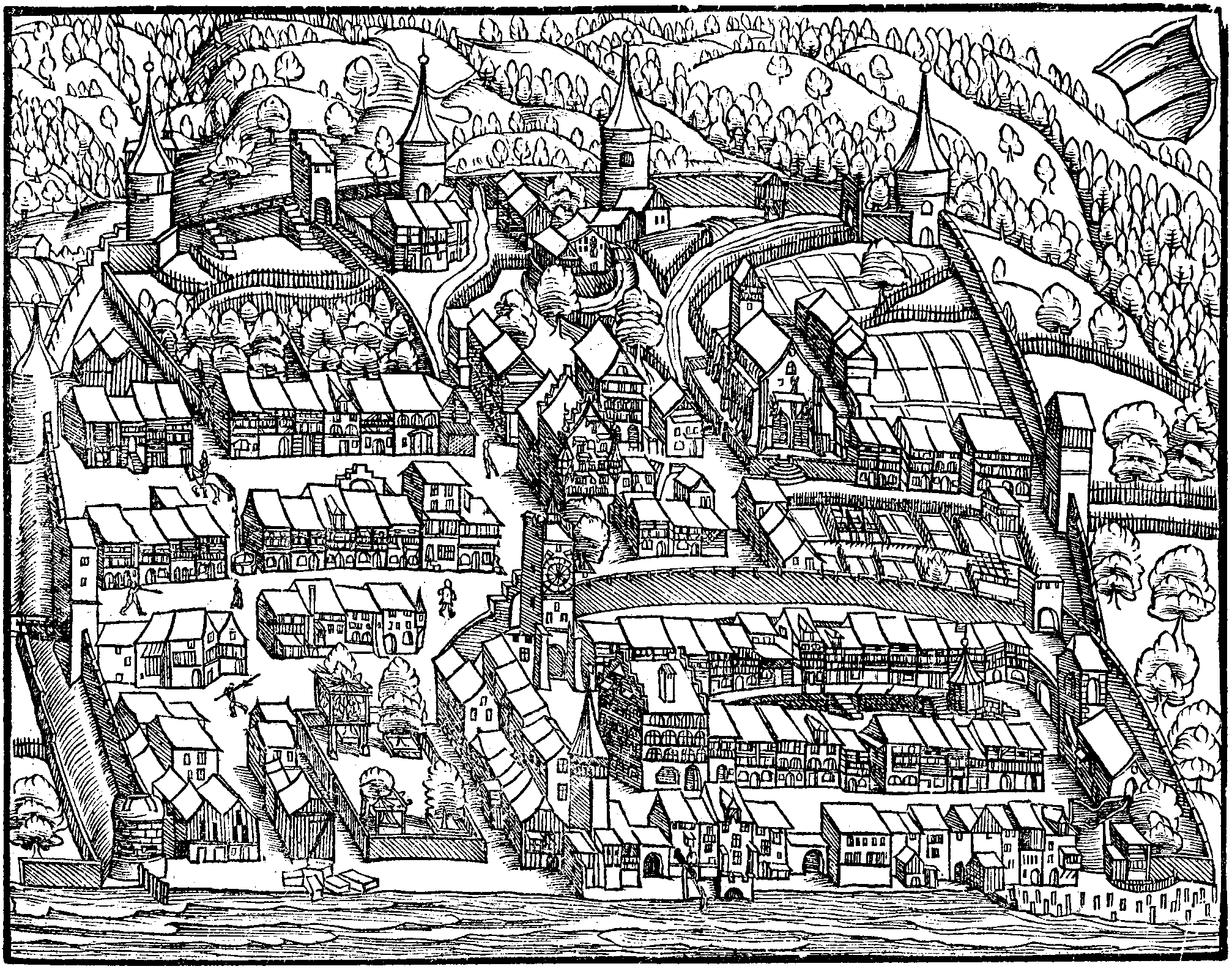
Kaart van de stad Zug in 1548.

De eerste sporen van agrarische activiteiten zijn 4000 jaar oud. Er zijn sporen gevonden van boerengemeenschappen aan de oevers van de Zugersee (Meer van Zug). In 15 v.Chr. werd het Alpengebied door de Romeinen veroverd. Na de val van het West-Romeinse Rijk in de 5e eeuw n. Chr. werd het gebied, dat wij tegenwoordig het kanton Zug noemen, door de Alemannen veroverd. In de 6e eeuw werden de Alemannen door de Franken onderworpen. Als Ierse monniken in de 7e eeuw naar Zwitserland komen, worden ook de Alemannen bekeerd tot het christendom. In 858 n.Chr. werd het Koeningshof in Cham voor het eerst in een document genoemd. In de 11e eeuw kwam Zug aan de Habsburgers.
Omstreeks 1300 werd de stad Zug een belangrijke overslagplaats voor handelaren die via de Säumer-route langs de stad komen. Sindsdien zijn de geschiedenis van stad en land Zug nauw met elkaar verbonden. 
Op 15 november 1315 vond aan de oostelijke oever van het Ägerimeer de Slag bij Morgarten plaats, waar de Zwitsers de overwinning behaalden op de Oostenrijkers. In 1352 werd Zug in het Eedgenootschap opgenomen.  In september 1352 herkregen de Oostenrijkers opnieuw het bestuur over de stad en land Zug en in 1355 dwongen zij Zug haar banden met het eedgenootschap te verbreken. Het tijdelijk herstel van de Habsburgers (Oostenrijkers) was maar van korte duur: In 1364 werd Zug door het kanton Schwyz veroverd en in 1379 legde Oostenrijk zich bij de situatie neer en herriep haar claims op Zug. 
In 1385 sloot Zug zich aan bij de Zwabische liga tegen hertog Leopold II van Oostenrijk en deelde in de overwinning bij de Slag bij Sempach. 
Na 1415 verkreeg Zug van het eedgenootschap het recht een eigen Landammann te kiezen. De Landammann verkreeg zowel uitvoerende als beperkte juridische bevoegdheden.
Als onderdeel van het eedgenootschap was Zug nauw betrokken bij de verovering van Aargau (1415) en Thurgau (1460), en later, bij de verovering van delen van Noord-Italië in 1512 (Valle d'Ossola).

## Reformatie en Contrareformatie
Tijdens de Reformatie (16e eeuw) bleef Zug rooms-katholiek. Zug nam tijdens de vier Godsdienstoorlogen (Eerste Kappeleroorlog [1529], Tweede Kappeleroorlog [1531], Eerste Vilmergeroorlog [1654/1655] en de Tweede Vilmergeroorlog [1712]) deel aan de zijde van de rooms-katholieke kantons. In 1529 werd Zug lid van de Christlische Vereinigung en in 1586 van de Gouden Liga. Van de 16e tot de eerste helft van de 19e eeuw was het katholicisme staatsgodsdienst in het kanton.

## Franse tijd
De ideeën van de Verlichting vonden in Zug maar weinig aanhangers. Tijdens de Franse inval in Zwitserland in 1798, verzette Zug zich fel tegen de bezetter. De door de Fransen ingestelde Helvetische Republiek maakte tijdelijk een einde aan de kantonnale autonomie. Napoleon Bonaparte, sinds het begin van de 19e eeuw de sterke man in Frankrijk, herstelde in 1803 de autonomie der kantons. Ook Zug herkreeg haar autonomie en herstelde de laatste Landammann vóór de Franse inval, Franz Michaël Müller aus dem Roost, die echter al na een maand opgevolgd door Klemenz Franz Xaver Damian Weber. Sindsdien wordt er Zug (meestal) om de twee jaar een nieuwe Landammann aangesteld.

## 19e eeuw
In 1813 verlieten de Fransen Zwitserland. In 1814 werd de Landsgemeinde voor de diverse steden in het kanton Zug afgeschaft. Tot na de nederlaag van de Sonderbund in 1847 bestond er één centrale Landsgemeinde voor het gehele kanton. 
Tot 1814 behoorde Zug tot het bisdom Konstanz, sinds 1828 maakt het deel uit van het bisdom Bazel.
Tot 1847 lag de macht in handen van ultraconservatieven die zich fel verzetten tegen het opkomend liberalisme en het centralisme van de radicalen. Leiders van de Conservatieve Partij waren Franz Xaver Keiser en Franz Josef Hegglin die elkaar afwisselden als Landammann. Onder deze twee staatslieden sloot Zug zich aan bij de Sonderbund (1845), het verbond van katholieke kantons. In 1846 werd de gematigd conservatieve Johann Konrad Bossard - een voormalig liberaal. In december 1847, na de nederlaag van de Sonderbund, kwam er een liberale regering in het kanton Zug aan de macht. Landammann werd de liberaal Gustav Adolf Keiser. In 1849 wonnen de conservatieven echter de verkiezingen. Tot de jaren 60 van de negentiende eeuw wisselden de twee conservatieven Johann Konrad Bossard en de opnieuw in de politiek teruggekeerde Franz Josef Hegglin elkaar als Landammann af. Interessant om te weten is dat er binnen de Conservatieve Partij flinke interne partijtwisten waren tussen de aanhangers van Hegglin ("Hegglianen") en de aanhangers van Bossard. 
De regering van Zug zag het als prioriteit de autonomie van het kanton te verdedigen tegenover de federale overheid. De invloed van Zug was - net als andere conservatieve Alpenkantons - op federaal niveau ook bijzonder gering.
Aan het einde van de negentiende eeuw werden er spoorwegen in Zug aangelegd waardoor de verbindingen met de rest van Zwitserland verbeterd werden.

## 20e eeuw
Na 1910 nam de invloed van de Sociaaldemocratische Partij in Zug toe. In de jaren 20 werd de Conservatieve Partij afgelost door de Conservatieve Volkspartij, een federale partij. De invloed van Zug nam op federaal vlak toe, toen Philipp Etter (van 1927 tot 1928 Landammann van Zug) in 1934 in de Bondsraad werd gekozen. Van 1933 tot 1934 was er voor het eerst een sociaaldemocratische Landammann (Heinrich Gallmann). Ook de liberale FDP nam qua invloed toe. 
Van 1974 tot 1984 was Hans Hürlimann (CVP) (van 1965 tot 1966 Landammann van Zug) lid van de Bondsraad. Annemarie Huber-Hotz, een lid van de FDP'ster afkomstig uit Zug, bondskanselier.

### Lage belastingen
In Zug wordt vanouds weinig (bedrijfs)belasting geheven. Dit verklaart waarom er in Zug zoveel bedrijven gevestigd zijn. Door dit aantal bedrijven in Zug zijn er toch hoge belastinginkomsten. Er zijn veel firma's in elektrotechniek en handel in het kanton. 
Hoewel de belastingen laag zijn, zijn de huizenprijzen en de grondprijzen hoog.

## 21e eeuw

### 27 september 2001

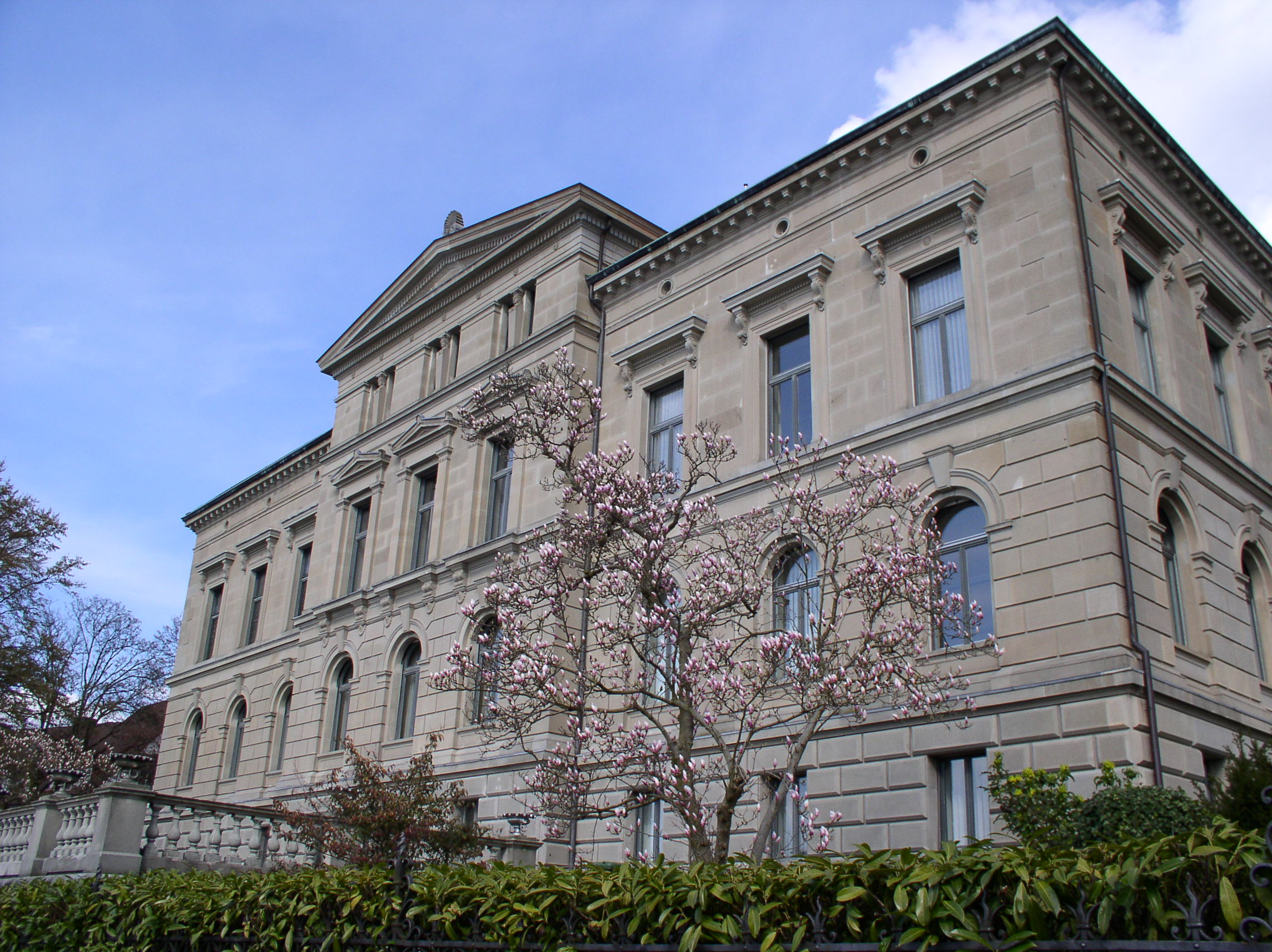
Het regeringsgebouw van Zug. Hier zetelt zowel de Kantonsraad als de Regeringsraad.

Op 27 september 2001 drong Friedrich Leibacher het gebouw van het Zuger kantonnaalparlement binnen. Hij had een geweer bij zich en schoot veertien politici dood. Het waren 3 leden van de Regeringsraad en 11 parlementariërs. Kort daarna pleegde Leibacher zelfmoord. Eigenlijk wilde Leibacher Regeringsraad Robert Bisig doodschieten, maar deze bleef ongedeerd. Na de moordpartij werden in heel Zwitserland de veiligheidsmaatregelen rondom parlementsgebouwen (zowel op federaal als kantonnaal niveau) verbeterd en opgevoerd.

### Nieuw station

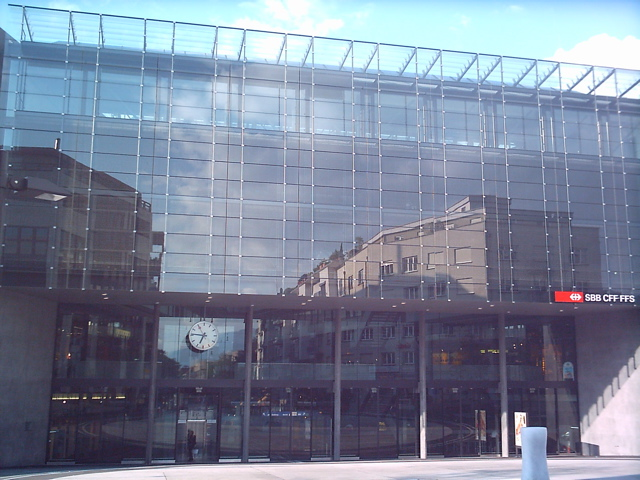
Het nieuwe in 2004 geopende station van Zug.

In 2004 werd in de stad Zug een nieuw spoorwegstation geopend.